# 韓東大學
韓東大學（：／*/?）是韓國慶尚北道浦項市的基督教私立大學，1994年成立，1995年開始招生，首任校長為Young-Gil Kim，現任校長是核能專家張舜興（2014年上任）。